# Сажимање самогласника
Сажимање самогласника је гласовна промена при којој се два иста самогласника спајају у један. До ове гласовне промене често долази након што се неке друге гласовне промене раније изврше.
- Сажимање самогласника након асимилације самогласника и губљења сугласника

Пример: којега — кога
којега — коега (губљење сугласника)
коега — коога (асимилација самогласника)
коога — кога (сажимање самогласника)
- Сажимање самогласника након преласка Л у О

Пример: столови — сто
столови — стол
стол — стоо (прелазак Л у О)
стоо — сто (сажимање самогласника)

## Одступања од сажимања самогласника
- У речима код којих се овом гласовном променом губи прави смисао речи

Примери: поочим, црноок, самоодбрана, поодмаћи, антиисторијски...
- Код већине речи у којима је дошло до преласка Л у О

Примери: посао, мисао, анђео, орао...
- Код бројева

Примери: једанаест, дванаест, тринаест...
- Код речи страног порекла

Примери: координација, зоологија, вакуум...
- Мушки род једнине радног глаголског придева

Примери: дошао, рекао, отишао...